# Holland (Georgia)
Holland egy nem bejegyzett település az Amerikai Egyesült Államok Georgia államában, Chattooga megyében.

## Története
A községet Charles I. Hollandról, egy korai postamesterről nevezték el. Egy korai névváltozat a "Holland's Store" volt a helyi vidéki bolt után. 1879-ben Holland's Store néven postahivatalt létesítettek, a nevet 1889-ben Hollandra változtatták, és a postahivatal 1953-ban bezárt.